# Baby What You Want Me to Do
Baby What You Want Me to Do (manchmal auch You Got Me Running oder You Got Me Runnin’) ist ein Bluessong von Jimmy Reed, der von zahlreichen Bluessängern gespielt wird oder aufgenommen worden ist. Er ist der wahrscheinlich am meisten gecoverte Blues-Song aller Zeiten. Der Song wurde 1959 von Jimmy Reed geschrieben und für Vee-Jay Records aufgenommen. Auf der Rückseite  der Single befindet sich der Song Caress Me, Baby.
Der Text, die Melodie und die Akkorde sind so einfach, dass jeder, der versucht, Blues zu spielen und zu singen, bei dieser Nummer hängen bleibt. Der Song ist ein 12-taktiger Blues mittleren Tempos. Ein interessanter Aspekt des Songs ist, dass Jimmy Reed in der Originalaufnahme nie die Phrase „baby what you want me to do“ verwendet, sondern eher etwas, das sich wie „baby why ya wanna leggo“ anhört. Viele Coverversionen verwenden aber diesen Ausdruck, so zum Beispiel die von Elvis Presley. Der Song ist, wie auf dem Plattencover angegeben, von Jimmy Reed geschrieben, doch gibt eine Quelle an, dass, wie bei vielen andern Songs von Jimmy Reed, seine Frau den Song geschrieben haben soll.
In den Billboard Rhythm and Blues Charts erreichte der Song als Spitzenplatzierung  den 10. und in den Billboard Hot 100, den Popcharts, den 37. Platz.
2004 wurde das Lied in die Blues Hall of Fame aufgenommen, in der Begründung dazu heißt es, der Song habe seit Jahren die Herzen der Hörer erreicht.

## Besetzung
- Jimmy Reed, Eddie Taylor, Lefty Bates (Gitarre)
- Marcus Johnson (Bass)
- Earl Phillips (Schlagzeug)
- „Mama“ Reed (Backgroundgesang)

## Coverversionen (Auswahl)
- The Everly Brothers 1960
- Etta James 1964
- The Righteous Brothers 1964
- Johnny Rivers 1964
- Brian Hyland 1964
- Billy Fury 1964
- The Chambers Brothers 1965
- Little Richard 1966
- The Shadows of Knight (unter dem Titel Peepin' and Hidin')
- Arthur Conley 1967
- Erma Franklin 1967
- Elvis Presley 1968
- Ike and Tina Turner 1969
- Brainbox 1969
- Little Sonny 1970
- Wishbone Ash 1973
- Luther Johnson 1973
- The Persuasions Medley: A) Baby, What You Want Me to Do B) Bright Lights, Big City  1973
- Chuck Berry 1975
- John Cale  1975
- Otis Rush 1977 (unter dem Titel You Got Me Runnin')
- John Mayall 1981
- Guido Toffoletti 1981
- Lucky Peterson 1984
- Grateful Dead  Mitte der 1980er[8]
- Moe Tucker 1987
- Big Fat Mama 1990
- The Holmes Brothers 1990
- Rising Sons featuring Taj Mahal and Ry Cooder 1992
- Tom Jones und Joe Cocker 1992 in der Musikshow The Right Time
- Elkie Brooks 1994
- Christian Willisohn, Rick Hollander & Rocky Knauer  1996
- Neil Young & Crazy Horse  1996
- Doug Quattlebaum 1997
- The Jubirt Sisters 2000
- Norbert Detaeye 2001
- Doyle Bramhall February 25, 2003
- Elliott Murphy with Olivier Durand 2005
- Dion  2005
- Omar Kent Dykes und Jimmie Vaughan  2007
- Bon Jovi
- Van Morrison
- Mick Hucknall 2012
- Stray Cats[2]